# Klaus Hackländer
Klaus Hackländer (26 de julho de 1916 - 17 de junho de 1944) foi um comandante de U-boots alemão que serviu na Kriegsmarine durante a Segunda Guerra Mundial. Prestou serviço à Marinha da Alemanha desde o ano de 1937, tendo entrado para a força U-Boot e realizou a sua primeira patrulha de guerra no dia 9 de junho de 1944, não alcançando êxito, sendo afundado após estar nove dias em alto-mar por cargas de profundidade lançadas por uma aeronave Catalina (Sqdn. 333/D), causando a morte de todos os 53 tripulantes.

## Carreira

### Patentes
| Offiziersanwärter    | 9 de outubro de 1937 |
| Fähnrich zur See     | 1 de abril de 1939   |
| Oberfähnrich zur See | 1 de março de 1940   |
| Leutnant zur See     | 1 de maio de1940     |
| Oberleutnant zur See | 1 de abril de 1942   |

### Patrulhas
|       | U-Boot | Partida            | Partida | Chegada             | Chegada  | Dias   |
| ----- | ------ | ------------------ | ------- | ------------------- | -------- | ------ |
| 1     | U-423  | 9 de junho de 1944 | Kiel    | 17 de junho de 1944 | Afundado | 9 dias |
| Total | Total  | Total              | Total   | Total               | Total    | 9 dias |